# Donacoscaptes calamistis
Donacoscaptes calamistis là một loài bướm đêm trong họ Crambidae.